# Lucie Robert-Diessel
Lucie Robert-Diessel est une pianiste, compositrice et pédagogue française née le 3 octobre 1936 à Rennes et morte le 25 août 2019 dans le 20e arrondissement de Paris. 

## Biographie
Lucie Robert naît le 3 octobre 1936 à Rennes,.   
Elle commence ses études musicales au Conservatoire de sa ville natale et obtient un premier prix de piano à l'âge de douze ans. Elle est admise ensuite au Conservatoire de Paris, obtenant entre 1954 et 1959 sept premiers prix, dans les classes d'harmonie d'Henri Challan, de piano de Lazare-Lévy puis Aline van Barentzen, de musique de chambre de Lucien Capet, de contrepoint puis de fugue de Noël Gallon, d’accompagnement au piano d'Henriette Puig-Roget. Elle achève sa scolarité en 1963 en étant couronnée d'un premier prix dans la classe de composition de Tony Aubin. Dans l'établissement, elle travaille également l'orgue auprès de Rolande Falcinelli.   
En 1965, elle est lauréate du premier Grand prix de Rome, avec sa cantate La Prophétie de Cassandre sur un livret extrait d'Agamemnon d'Eschyle, et devient pensionnaire à la Villa Médicis jusqu'en 1968.   
À son retour en France, Lucie Robert mène une carrière d'interprète et de compositrice. En piano, elle est lauréate du Concours international de Barcelone, et en composition, du concours de Mannheim. Elle est soliste à Radio France et enseigne au Conservatoire de Paris entre 1972 et 2001.   
En 1981, elle épouse le pianiste et compositeur Karl Diessel (1919-2018), avec qui elle donne régulièrement en France et à l'étranger des concerts à deux pianos.    
En tant que compositrice, la formation instrumentale du duo de pianos lui inspire plusieurs œuvres, une sonate pour deux pianos, une suite pour piano à quatre mains. Pour instrument seul, elle compose pour le piano une sonate, deux sonatines et trois préludes. Côté musique de chambre, on lui doit des sonates pour violon et piano, flûte et piano, ainsi que des pièces pour violoncelle, contrebasse, hautbois, avec accompagnement de piano, des quatuors à cordes et des quintettes.   
À partir de 1974 et de la création à Rome par Georges Gourdet de Cadenza pour saxophone et piano, Lucie Robert-Diessel reçoit de nombreuses commandes destinées au saxophone et consacre environ vingt-cinq numéros d'opus à l'instrument, dont des pièces en solo ou pour ensemble de saxophones, avec d'autres instruments ou non. En compagnie de Cadenza, Magheïa pour piano et quatuor de saxophones, donné en première audition en 1976, ou Messanuets, pour quatorze saxophones, sont à cet égard des partitions emblématiques.   
Son intérêt pour la voix est prononcé et l'amène à écrire plusieurs cycles de mélodies, à l'instar des Ombres de Tübingen, sur un poème d'Alain Suied, une œuvre créée le 18 décembre 1997 lors d'un concert du Triptyque,.   
Esthétiquement, Lucie Robert-Diessel écrit « sans se soucier d'aucune mode et sans s'enfermer dans aucun système », recherchant avant tout « l'expression la plus directe et la plus sensible, attachant une grande importance à une composition thématique et à la ligne mélodique en général ».      
Elle meurt à Paris dans le 20e arrondissement, en son domicile de la rue Orfila, le 25 août 2019,.      

## Œuvres
Parmi ses compositions, qui constituent au total un catalogue de plus de cent opus, figurent notamment :

### Œuvres symphoniques
- Concerto pour hautbois et orchestre, 1965
- Triptyque, 1967
- Symphonie avec orgue, 1968
- Double concerto pour saxophone, piano et orchestre, 1968
- San Damiano pour hautbois, orchestre à cordes et timbales, 1972

### Œuvres vocales
- Tout est si clair, ce soir, cantate pour soprano, flûte, mandoline ou violon et piano, 1968
- Les Ombres de Tübingen, pour récitant, baryton, mezzo-soprano et piano, 1995

### Œuvres pour chœurs
- Fiat voluntas tua, pour chœur, récitant et orgue, 1974
- Tantum ergo, pour chœur, 2 orgues, trompettes, trombones et timbales, 1979

### Œuvres scéniques
- L'épouse injustement soupçonnée, mini-opéra pour soprano, mezzo-soprano, ténor, baryton et orchestre, 1963
- Arc-en-ciel (histoire de Noé), musique pour un spectacle, pour synthétiseur, orgue, 2 flûtes, 2 récitants, 1989
- Le Misanthrope de toujours, musique de scène, pour synthétiseur, 1989